# Campionati mondiali di ginnastica ritmica 2022
I XXXIX Campionati mondiali di ginnastica ritmica si sono svolti all'Arena Armeec di Sofia, in Bulgaria, dal 14 al 18 settembre 2022.

## Programma
- Mercoledì 14 settembre
  - 09:30 - 19:10 Qualifiche Individuali - Cerchio e Palla
  - 21:00 - 21:35 Finale di Specialità: Cerchio
  - 21:42 - 22:17 Finale di Specialità: Palla
- Giovedì 15 settembre
  - 09:30 - 19:16 Qualifiche Individuali - Clavette e Nastro
  - 21:00 - 21:35 Finale di Specialità: Clavette
  - 21:42 - 22:17 Finale di Specialità: Nastro
- Venerdì 16 settembre
  - 14:30 - 18:55 All Around a Squadre
- Sabato 17 settembre
  - 14:45 - 19:31 All Around Individuale
- Domenica 18 settembre
  - 15:00 - 15:43 Finale di Specialità: 5 Cerchi
  - 15:48 - 16:31 Finale di Specialità: 3 Nastri e 2 Palle
  - 17:15 - 18:00 Cerimonia di Chiusura

## Risultati
| Evento             | Oro | Punti   | Argento | Punti   | Bronzo | Punti   |
| Individuale        | |         | |         | |         |
| Cerchio            | Sofia Raffaeli | 34.850  | Stiliana Nikolova | 33.400  | Darja Varfolomeev | 32.150  |
| Palla              | Sofia Raffaeli | 34.900  | Darja Varfolomeev | 34.100  | Milena Baldassarri | 32.400  |
| Clavette           | Darja Varfolomeev | 33.550  | Stiliana Nikolova | 32.600  | Sofia Raffaeli | 31.850  |
| Nastro             | Sofia Raffaeli | 32.650  | Stiliana Nikolova | 31.850  | Ekaterina Vedeneeva | 29.900  |
| Completo           | Sofia Raffaeli | 133.250 | Darja Varfolomeev | 132.450 | Stiliana Nikolova | 128.800 |
| Per Team           | |         | |         | |         |
| Completo           | Italia Sofia Raffaeli Milena Baldassarri Martina Centofanti Agnese Duranti Alessia Maurelli Daniela Mogurean Laura Paris Martina Santandrea | 312.550 | Germania Darja Varfolomeev Margarita Kolosov Anja Kosan Alina Oganesyan Hannah Vester Daniella Kromm Francine Schoening | 301.400 | Spagna Alba Bautista Polina Berezina Ana Arnau Camarena Valeria Marquez Patricia Perez Fos Ines Bergua Navales Mireia Martinez Salma Solaun | 297.100 |
| A squadre          | |         | |         | |         |
| 5 cerchi           | Italia Martina Centofanti Agnese Duranti Alessia Maurelli Daniela Mogurean Laura Paris Martina Santandrea                                   | 34.950  | Israele Shani Bakanov Romi Paritzki Diana Svertsov Adar Friedmann Ofir Shaham                                           | 34.050  | Spagna Ana Arnau Camarena Valeria Marquez Patricia Perez Fos Ines Bergua Navales Mireia Martinez Salma Solaun                               | 33.800  |
| 3 nastri e 2 palle | Bulgaria Sofia Ivanova Kamelia Petrova Rachel Stoyanov Radina Tomova Zhenina Trashlieva Margarita Vasileva                                  | 33.300  | Italia Martina Centofanti Agnese Duranti Alessia Maurelli Daniela Mogurean Laura Paris Martina Santandrea               | 31.400  | Azerbaigian Gullu Aghalarzade Kamilla Aliyeva Yelyzaveta Luzan Laman Alimuradova Zeynab Hummatova Darya Sorokina                            | 30.750  |
| Completo           | Bulgaria Sofia Ivanova Kamelia Petrova Rachel Stoyanov Radina Tomova Zhenina Trashlieva Margarita Vasileva                                  | 66.600  | Israele Shani Bakanov Romi Paritzki Diana Svertsov Adar Friedmann Ofir Shaham                                           | 64.650  | Spagna Ana Arnau Camarena Valeria Marquez Patricia Perez Fos Ines Bergua Navales Mireia Martinez Salma Solaun                               | 63.200  |

## Risultati in dettaglio

### Cerchio
| Rank    | Gymnast            | Nation      | D Score | E Score | A Score | Pen.  | Total  |
| ------- | ------------------ | ----------- | ------- | ------- | ------- | ----- | ------ |
| Oro     | Sofia Raffaeli     | Italia      | 17.500  | 8.750   | 8.600   |       | 34.850 |
| Argento | Stiliana Nikolova  | Bulgaria    | 16.200  | 8.700   | 8.500   |       | 33.400 |
| Bronzo  | Darja Varfolomeev  | Germania    | 15.500  | 8.500   | 8.150   |       | 32.150 |
| 4       | Adi Asya Katz      | Israele     | 15.400  | 8.300   | 8.050   |       | 31.750 |
| 5       | Margarita Kolosov  | Germania    | 15.100  | 8.550   | 8.000   |       | 31.650 |
| 6       | Zohra Aghamirova   | Azerbaigian | 15.300  | 8.000   | 7.850   |       | 31.150 |
| 7       | Evita Griskenas    | Stati Uniti | 14.000  | 8.200   | 8.250   |       | 30.450 |
| 8       | Milena Baldassarri | Italia      | 14.100  | 7.550   | 7.950   | -0.30 | 29.300 |

### Palla
| Rank    | Gymnast               | Nation   | D Score | E Score | A Score | Pen.  | Total  |
| ------- | --------------------- | -------- | ------- | ------- | ------- | ----- | ------ |
| Oro     | Sofia Raffaeli        | Italia   | 17.600  | 8.650   | 8.650   |       | 34.900 |
| Argento | Darja Varfolomeev     | Germania | 17.100  | 8.700   | 8.300   |       | 34.100 |
| Bronzo  | Milena Baldassarri    | Italia   | 15.600  | 8.400   | 8.400   |       | 32.400 |
| 4       | Viktoriia Onopriienko | Ucraina  | 14.300  | 8.250   | 8.250   |       | 30.800 |
| 5       | Alba Bautista         | Spagna   | 14.600  | 7.900   | 8.150   |       | 30.650 |
| 6       | Ekaterina Vedeneeva   | Slovenia | 14.000  | 8.550   | 7.900   | -0.05 | 30.400 |
| 7       | Adi Asya Katz         | Israele  | 13.600  | 7.950   | 8.050   |       | 29.600 |
| 8       | Andreea Verdes        | Romania  | 13.400  | 7.800   | 8.000   |       | 29.200 |

### Clavette
| Rank    | Gymnast               | Nation     | D Score | E Score | A Score | Pen.  | Total  |
| ------- | --------------------- | ---------- | ------- | ------- | ------- | ----- | ------ |
| Oro     | Darja Varfolomeev     | Germania   | 16.800  | 8.350   | 8.400   |       | 33.550 |
| Argento | Stiliana Nikolova     | Bulgaria   | 16.400  | 7.950   | 8.250   |       | 32.600 |
| Bronzo  | Sofia Raffaeli        | Italia     | 16.300  | 7.350   | 8.200   |       | 31.850 |
| 4       | Takhmina Ikromova     | Uzbekistan | 15.400  | 8.250   | 7.900   |       | 31.550 |
| 5       | Margarita Kolosov     | Germania   | 15.000  | 8.250   | 8.100   |       | 31.350 |
| 6       | Viktoriia Onopriienko | Ucraina    | 15.300  | 7.450   | 8.100   |       | 30.850 |
| 7       | Annaliese Dragan      | Romania    | 14.100  | 8.150   | 8.000   |       | 30.250 |
| 8       | Ekaterina Vedeneeva   | Slovenia   | 13.200  | 8.150   | 8.150   | -0.05 | 29.450 |

### Nastro
| Rank    | Gymnast             | Nation      | D Score | E Score | A Score | Pen.  | Total  |
| ------- | ------------------- | ----------- | ------- | ------- | ------- | ----- | ------ |
| Oro     | Sofia Raffaeli      | Italia      | 15.600  | 8.350   | 8.700   |       | 32.650 |
| Argento | Stiliana Nikolova   | Bulgaria    | 14.700  | 8.500   | 8.650   |       | 31.850 |
| Bronzo  | Ekaterina Vedeneeva | Slovenia    | 13.200  | 8.400   | 8.350   | -0.05 | 29.900 |
| 4       | Adi Asya Katz       | Israele     | 13.400  | 8.300   | 8.200   |       | 29.900 |
| 5       | Zohra Aghamirova    | Azerbaigian | 13.400  | 7.900   | 7.700   |       | 29.000 |
| 6       | Annaliese Dragan    | Romania     | 12.600  | 8.100   | 8.050   |       | 28.750 |
| 7       | Alba Bautista       | Spagna      | 11.700  | 7.450   | 7.700   | -0.05 | 26.800 |
| 8       | Fanni Pigniczki     | Ungheria    | 11.000  | 7.000   | 7.250   |       | 25.250 |

### All-Around
| Rank    | Gymnast               | Nation      |        |        |        |        | Total   |
| ------- | --------------------- | ----------- | ------ | ------ | ------ | ------ | ------- |
| Oro     | Sofia Raffaeli        | Italia      | 33.800 | 34.250 | 32.250 | 32.950 | 133.250 |
| Argento | Darja Varfolomeev     | Germania    | 32.850 | 33.400 | 33.750 | 32.450 | 132.450 |
| Bronzo  | Stiliana Nikolova     | Bulgaria    | 33.450 | 32.600 | 32.600 | 30.150 | 128.800 |
| 4       | Viktoriia Onopriienko | Ucraina     | 33.050 | 31.100 | 32.000 | 28.900 | 125.050 |
| 5       | Milena Baldassarri    | Italia      | 31.500 | 31.300 | 31.800 | 30.300 | 124.900 |
| 6       | Adi Asya Katz         | Israele     | 31.900 | 31.300 | 31.500 | 29.750 | 124.450 |
| 7       | Ekaterina Vedeneeva   | Slovenia    | 31.650 | 30.600 | 31.150 | 29.750 | 123.150 |
| 8       | Elzhana Taniyeva      | Kazakistan  | 29.700 | 32.850 | 31.650 | 26.800 | 121.000 |
| 9       | Fanni Pigniczki       | Ungheria    | 30.950 | 31.100 | 30.150 | 28.100 | 120.300 |
| 10      | Evita Griskenas       | Stati Uniti | 31.900 | 29.550 | 29.700 | 28.800 | 119.950 |
| 11      | Takhmina Ikromova     | Uzbekistan  | 30.850 | 30.350 | 28.950 | 28.400 | 118.550 |
| 12      | Lili Mizuno           | Stati Uniti | 29.950 | 30.400 | 29.400 | 28.100 | 117.850 |
| 13      | Zohra Aghamirova      | Azerbaigian | 30.500 | 29.500 | 29.550 | 26.900 | 116.450 |
| 14      | Marina Malpica        | Messico     | 29.250 | 28.900 | 29.450 | 28.500 | 116.100 |
| 15      | Margarita Kolosov     | Germania    | 28.900 | 29.250 | 30.550 | 26.950 | 115.650 |
| 16      | Yating Zhao           | Cina        | 29.450 | 28.900 | 28.750 | 28.200 | 115.300 |
| 17      | Alba Bautista         | Spagna      | 28.100 | 30.400 | 29.750 | 26.550 | 114.800 |
| 18      | Annaliese Dragan      | Romania     | 28.600 | 30.550 | 27.600 | 26.750 | 113.500 |

### Squadra
| Place   | Nazione         | 5           | 3 + 2       | Total  |
| ------- | --------------- | ----------- | ----------- | ------ |
| Oro     | Bulgaria        | 33.800 (3)  | 32.800 (1)  | 66.600 |
| Argento | Israele         | 33.850 (2)  | 30.800 (2)  | 64.650 |
| Bronzo  | Spagna          | 33.450 (6)  | 29.750 (3)  | 63.200 |
| 4       | Italia          | 34.150 (1)  | 27.900 (8)  | 62.050 |
| 5       | Brasile         | 33.550 (5)  | 27.150 (10) | 60.700 |
| 6       | Messico         | 32.150 (7)  | 28.000 (7)  | 60.150 |
| 7       | Cina            | 31.900 (8)  | 28.100 (5)  | 60.000 |
| 8       | Giappone        | 33.750 (4)  | 26.050 (13) | 59.800 |
| 9       | Azerbaijan      | 30.000 (14) | 29.250 (4)  | 59.250 |
| 10      | Grecia          | 30.950 (11) | 27.850 (9)  | 58.800 |
| 11      | Francia         | 31.400 (9)  | 26.550 (12) | 57.950 |
| 12      | Ucraina         | 30.800 (12) | 27.100 (11) | 57.900 |
| 13      | Polonia         | 30.950 (10) | 25.850 (14) | 56.800 |
| 14      | Germania        | 25.950 (21) | 28.050 (6)  | 54.000 |
| 15      | USA             | 28.650 (15) | 25.250 (16) | 53.900 |
| 16      | Ungheria        | 28.500 (16) | 25.350 (15) | 53.850 |
| 17      | Finlandia       | 27.600 (19) | 25.100 (17) | 52.700 |
| 18      | Uzbekistan      | 30.000 (13) | 22.250 (20) | 52.250 |
| 19      | Georgia         | 28.150 (18) | 21.600 (22) | 49.750 |
| 20      | Estonia         | 22.250 (27) | 24.500 (18) | 46.750 |
| 21      | Turchia         | 28.200 (17) | 17.750 (27) | 45.950 |
| 22      | Australia       | 24.750 (24) | 20.500 (23) | 45.250 |
| 23      | Repubblica Ceca | 25.600 (22) | 19.600 (25) | 45.200 |
| 24      | Kazakistan      | 23.250 (26) | 21.850 (21) | 45.100 |
| 25      | Portogallo      | 20.750 (28) | 24.300 (19) | 45.050 |
| 26      | Korea del Sud   | 25.600 (23) | 19.400 (26) | 45.000 |
| 27      | Venezuela       | 23.450 (25) | 20.350 (24) | 43.800 |
| 28      | China Taipei    | 26.400 (20) | 17.400 (28) | 43.800 |
| 29      | Armenia         | 16.200 (29) | 8.200 (29)  | 24.400 |
| DNS     | Canada          |             |             | DNS    |

### 5 Cerchi
| Rank    | Nation   | D Score | E Score | A Score | Pen. | Total  |
| ------- | -------- | ------- | ------- | ------- | ---- | ------ |
| Oro     | Italia   | 17.800  | 8.450   | 8.700   |      | 34.950 |
| Argento | Israele  | 17.500  | 8.400   | 8.150   |      | 34.050 |
| Bronzo  | Spagna   | 17.100  | 8.300   | 8.400   |      | 33.800 |
| 4       | Brasile  | 17.600  | 7.650   | 8.100   |      | 33.350 |
| 5       | Giappone | 17.100  | 7.500   | 8.250   |      | 32.850 |
| 6       | Messico  | 16.700  | 7.750   | 7.750   |      | 32.200 |
| 7       | Cina     | 16.000  | 7.350   | 8.300   |      | 31.650 |
| 8       | Bulgaria | 15.500  | 7.550   | 8.350   |      | 31.400 |

### 3 Nastri e 2 Palle
| Rank    | Nation     | D Score | E Score | A Score | Pen.  | Total  |
| ------- | ---------- | ------- | ------- | ------- | ----- | ------ |
| Oro     | Bulgaria   | 16.500  | 8.200   | 8.600   |       | 33.300 |
| Argento | Italia     | 15.100  | 7.800   | 8.550   |       | 31.450 |
| Bronzo  | Azerbaijan | 15.600  | 7.450   | 7.700   |       | 30.750 |
| 4       | Cina       | 14.700  | 7.050   | 7.600   |       | 29.350 |
| 5       | Spagna     | 14.800  | 6.500   | 7.450   | -0.30 | 28.450 |
| 6       | Germania   | 14.100  | 7.050   | 7.450   | -0.65 | 27.950 |
| 7       | Israele    | 13.500  | 6.500   | 7.450   | -0.30 | 27.150 |
| 8       | Messico    | 13.700  | 6.050   | 7.050   | -0.30 | 26.500 |

### Gruppo Combinato
| Place   | Nation                   |        |        |        |        | 5      | 3 + 2  | Total   |
| ------- | ------------------------ | ------ | ------ | ------ | ------ | ------ | ------ | ------- |
| Oro     | Italia (bandiera)        | 63.650 | 66.000 | 60.350 | 60.500 | 27.900 | 34.150 | 312.550 |
| Argento | Germania (bandiera)      | 64.750 | 62.750 | 61.900 | 58.000 | 28.050 | 25.950 | 301.400 |
| Bronzo  | Spagna (bandiera)        | 55.300 | 60.050 | 59.300 | 59.250 | 29.750 | 33.450 | 297.100 |
| 4       | Ucraina (bandiera)       | 58.200 | 61.350 | 57.950 | 57.000 | 27.100 | 30.800 | 292.400 |
| 5       | Stati Uniti (bandiera)   | 60.000 | 60.000 | 57.400 | 55.750 | 25.250 | 28.650 | 287.050 |
| 6       | Azerbaigian (bandiera)   | 57.850 | 54.950 | 57.450 | 57.000 | 29.250 | 30.000 | 286.500 |
| 7       | Uzbekistan (bandiera)    | 59.100 | 58.550 | 57.900 | 58.400 | 22.250 | 30.000 | 286.200 |
| 8       | Francia (bandiera)       | 59.050 | 57.600 | 54.200 | 55.150 | 26.550 | 31.400 | 283.950 |
| 9       | Ungheria (bandiera)      | 56.700 | 57.700 | 58.250 | 57.400 | 25.350 | 28.500 | 283.900 |
| 10      | Brasile (bandiera)       | 52.350 | 55.200 | 54.850 | 56.500 | 27.150 | 33.550 | 279.600 |
| 11      | Giappone (bandiera)      | 54.800 | 54.250 | 54.050 | 55.450 | 26.050 | 33.750 | 278.340 |
| 12      | Cina (bandiera)          | 57.100 | 58.850 | 56.150 | 45.300 | 28.100 | 31.900 | 277.400 |
| 13      | Kazakistan (bandiera)    | 59.600 | 57.850 | 57.850 | 55.650 | 21.850 | 23.250 | 276.050 |
| 14      | Grecia (bandiera)        | 52.000 | 55.550 | 55.350 | 52.150 | 27.850 | 30.950 | 273.850 |
| 15      | Corea del Sud (bandiera) | 53.500 | 54.200 | 48.700 | 50.300 | 19.400 | 25.600 | 251.700 |
| 16      | Australia (bandiera)     | 53.000 | 52.250 | 51.200 | 47.300 | 20.500 | 24.750 | 249.000 |

## Medagliere
| Pos.   | Nazione     | Oro | Argento | Bronzo | Totale |
| ------ | ----------- | --- | ------- | ------ | ------ |
| 1      | Italia      | 6   | 1       | 2      | 9      |
| 2      | Bulgaria    | 2   | 3       | 1      | 6      |
| 3      | Germania    | 1   | 3       | 1      | 5      |
| 4      | Spagna      | 0   | 0       | 3      | 3      |
| 5      | Israele     | 0   | 2       | 0      | 2      |
| 6      | Azerbaigian | 0   | 0       | 1      | 1      |
| 6      | Slovenia    | 0   | 0       | 1      | 1      |
| Totale | Totale      | 9   | 9       | 9      | 27     |

## Nazioni Partecipanti
| Partecipanti              | Nazioni |
| ------------------------- | --- |
| Gruppo + 3 Individualiste | Australia Azerbaigian Cina Corea del Sud Ucraina Uzbekistan |
| Gruppo + 2 Individualiste | Brasile Spagna Francia Germania Grecia Ungheria Italia Giappone Kazakistan |
| Gruppo + 1 Individualista | Armenia Bulgaria Rep. Ceca Estonia Finlandia Georgia Israele Messico Polonia Portogallo Taipei cinese Turchia |
| Gruppo                    | Venezuela |
| 3 Individualiste          | Canada |
| 2 Individualiste          | Lettonia Romania Stati Uniti |
| 1 Individualiste          | Andorra Angola Argentina Austria Belgio Bosnia ed Erzegovina Colombia Croazia Cipro Danimarca Egitto Hong Kong Kirghizistan Lituania Lussemburgo Moldavia Mongolia Nuova Zelanda Filippine Sudafrica Singapore Slovenia San Marino Serbia Sri Lanka Svizzera Slovacchia Svezia Thailandia |